# Leyla Gencer
Leyla Gencer eller Ayşe Leyla Çeyrekgil, född den 10 oktober 1928 i Istanbul, död den 10 maj 2008 i Milano, var en turkisk operasångerska (sopran). Hon var känd som den turkiska divan och drottningen ("La Diva Turca" och "La Regina") i operavärlden. Karriären sträckte sig från det tidiga 1950-talet till mitten av 1980-talet och hon gjorde under den tiden mer än 70 olika roller inom operan.

## Diskografi
- Bellini: Norma / 1966, de Fabritiis, Gencer, Cossotto, et al.
- Bellini: Norma / 1965, Gavazzeni, Gencer, Simionato, et al.
- Bellini: Beatrice di Tenda1964 / Gui, Gencer, Zanasi, et al.
- Bellini: I Puritani 1961 / Quadri, Gencer, Raimondi, et al.
- Pacini: Saffo 1967 / Gencer, Del Bianco, Mattiucci
- Cherubini: Medea 1968/ Gencer, Bottion, et al.
- Mayr: Medea in Corinto 1976/ Ferro, Gencer, Johns
- Gluck: Alceste 1967/ Gui, Gencer, Picchi
- Chopin: Polish Songs; Liszt / Leyla Gencer, Nikita Magaloff
- Donizetti: Anna Bolena 1958/ Gavazzeni, Gencer, Simionato, et al.
- Donizetti: Anna Bolena 1965/ Gavazzeni, Gencer, Cava, et al.
- Donizetti: Caterina Cornaro 1972 / Cillario, Gencer, Aragall
- Donizetti: Les Martyrs / 1975 Camozzo, Gencer, Bruson, et al.
- Donizetti: Les Martyrs / 1978 Gelmetti, Gencer, Bruson, et al.
- Donizetti: Lucrezia Borgia / 1970 Gracis, Gencer, Raimondi et al.
- Donizetti: Lucrezia Borgia / 1966 Franci, Gencer, Aragall, Petri et al.
- Donizetti: Maria Stuarda / 1967 Molinari-Pradelli, Gencer, Verret, Tagliavini et al.
- Donizetti: Messa di Requiem / Gavazzeni, Teatro La Fenice
- Donizetti: Roberto Devereux 1964 / Gencer, Cappuccilli, et al.
- Donizetti: Belisario 1969 / Gavazzeni, Gencer, Taddei et al.
- Mozart: Don Giovanni 1960/ Molinari-Pradelli, Gencer, Petri, Bruscantini, Stich-Randall et al.
- Mozart: Don Giovanni 1962/ Solti, Gencer, Jurinac, Freni
- Ponchielli: La Gioconda 1971 / de Fabritiis, Gencer, Raimondi
- Zandonai: Francesca da Rimini 1961 / Capuana, Gencer, Cioni et al.
- Rossini: Elisabetta, Regina d'Inghilterra 1971/ Sanzogno, Gencer, Grilli
- Verdi: I due Foscari" 1957/ Serafin, Gencer, Guelfi
- Verdi: Battaglia di Legnano 1959/ Gencer, Limarilli
- Verdi: Rigoletto 1961/ Quadri, Gencer, McNeil, Raimondi
- Verdi: Gerusalemme 1963/ Gavazzeni, Gencer, Aragall, Guelfi
- Verdi: I Vespri Siciliani 1965/ Gavazzeni, Gencer, et al.
- Verdi: Macbeth 1960/ Gui, Gencer, Taddei, Picchi et al.
- Verdi: Macbeth 1968/ Gavazzeni, Gencer, Guelfi, Corradi, et al.
- Verdi: Attila 1972/ Silipigni, Gencer, Hines
- Verdi: Ernani 1972/ Gavazzeni, Gencer, Bergonzi
- Verdi: Simon Boccanegra 1961/ Gavazzeni, Gobbi, Gencer
- Verdi: Trovatore 1957/Previtali, Gencer, Del Monaco, Barbieri, Bastianini
- Verdi: Un ballo in maschera 1961/ Gencer, Bergonzi
- Verdi: Aida 1966/ Capuana, Gencer, Bergonzi, Cossotto
- Verdi: La Forza del Destino 1957/ Serafin, Gencer, Di Stefano
- Verdi: La Forza del Destino 1965/ Molinari Pradelli, Gencer, Bergonzi